# Seweryn Nalywajko

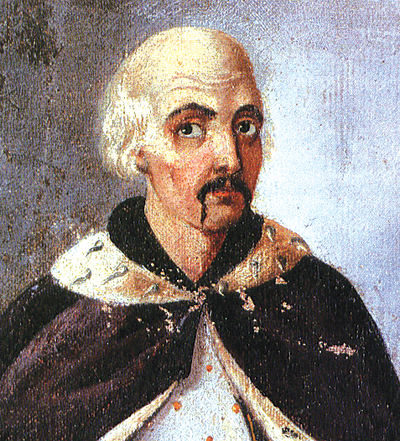
Seweryn Nalywajko

Seweryn Nalywajko (ukrainisch Северин Наливайко, wiss. Transliteration Severyn Nalyvajko; * um 1560 in Hussjatyn; † 21. April 1597 in Warschau) war ein ukrainischer Kosaken-Anführer, der zum Helden der ukrainischen Literatur wurde. Auch der russische Dekabrist und Dichter Kondrati Rylejew sowie Taras Schewtschenko widmeten ihm Gedichte.
Naliwajko wurde in Husiatyn in der Familie eines orthodoxen Priesters geboren. Er diente unter Fürst Konstanty Wasyl Ostrogski, dem Sohn von Fürst Konstantin Iwanowitsch Ostroschski in der Armee Litauens, zu dem die Ukraine damals gehörte. 1593 kämpfte er gegen die Saporoger Kosaken, die sich in einem Aufstand unter Kryschtof Kosynskyj gegen die polnischen Feudalherren erhoben. Als jedoch sein Vater von einem polnischen Adligen umgebracht wurde, wechselte Naliwajko die Seiten und wurde schließlich zum Anführer des Nalywajko-Aufstands.
Naliwajko leitete 1594 eine Gruppe von Kosaken, die einige erfolgreiche Angriffe auf Moldawien und Ungarn unternahmen. Im nächsten Jahr, nachdem seine Armee großen Zulauf durch entlaufene Bauern erhalten hatte, eroberte er die Stadt Luzk, wo seine Männer den ganzen polnischen Adel, den katholischen Klerus und die religiösen Überläufer massakrierten. Aus Wolhynien zogen Naliwajkos Kosaken nach Weißrussland und plünderten die Stadt Mogiljow.
Naliwajko bot dem polnischen König Sigismund III. Wasa anschließend Frieden an, unter der Bedingung, dass Polen den Kosaken Gebiete zwischen dem Südlichen Bug und dem Dnister südlich von Brazlaw abtritt. Der polnische König lehnte ab und entsandte 1596 Stanisław Żółkiewski, um den Aufstand niederzuwerfen, der mittlerweile die ganze Ukraine und ganz Weißrussland umfasste.
Naliwajko vereinigte seine Armee mit dem Kosaken-Hetman Hryhorij Loboda, musste aber in die linksufrige Ukraine ausweichen. Im Mai 1596 wurden die Kosaken von den Polen in der Nähe der Stadt Lubny umkreist. Die Kosaken kämpften vier Wochen lang, bis ihre Vorräte an Nahrung und Wasser zu Ende gingen. Sie lieferten Naliwajko an die Polen aus im Austausch gegen ihre eigene Amnestie, wurden aber daran anschließend wortbrüchig niedergemetzelt. Der spätere ukrainische Nationalheld wurde in einem Käfig nach Warschau gebracht, wo er öffentlich gevierteilt wurde. Volkslegenden darüber, dass er vor seinem Tod mit einer glühenden Eisenkrone gekrönt oder bei lebendigem Leib gekocht wurde, sind nicht durch schriftliche Beweise belegt.